# Leopold Michatz
Leopold Johann Michatz (* 10. Februar 1885 in Königshütte; † 3. August 1958 in (West-)Berlin) war ein Politiker der deutschen Minderheit in der Zweiten Polnischen Republik (KVP/DKV) und ehemaliger Abgeordneter des Schlesischen Parlaments.

## Leben
Leopold Michatz wurde 1885 als Sohn des Hausbesitzers Leopold Michatz und dessen Ehefrau Marie geb. Schaletzky geboren. Er besuchte die Volksschule und das Gymnasium Königshütte und studierte danach an der Schlesischen Friedrich-Wilhelms-Universität in Breslau Rechts- und Staatswissenschaften. In Breslau wurde er 1909 Mitglied der katholischen Studentenverbindung K.D.St.V. Salia. Im Dezember 1912 legte er die 1. juristische Staatsprüfung ab und arbeitete nach kurzer Referendarzeit im Verwaltungsdienst. Von März 1913 bis 22. Mai 1922 war er beim Magistrat Myslowitz in Oberschlesien beschäftigt. Er war zunächst bis zum 15. September 1915 Hilfsarbeiter und 1915–1922 besoldeter Stadtrat in Myslowitz. Im Februar 1922 wurde er zum Bürgermeister der Stadt Tarnowitz gewählt. Diese Wahl musste vom deutschen Innenminister Carl Severing und der alliierten Kommission bestätigt werden. Die zweite Zustimmung erfolgte im Mai und Michatz konnte das Amt am 22. Mai 1922 antreten (er blieb bis zum 22. Mai 1934 Bürgermeister).
Leopold Michatz begrüßte Ende Mai 1922 die polnischen Truppen mit Marschall Józef Piłsudski an der Spitze beim Einmarsch im Rahmen der offiziellen Übernahme Ostoberschlesiens durch Polen – in deutscher und polnischer Sprache – vor dem Rathaus in Tarnowitz.
Im September 1922 wurde er als Spitzenfunktionär der DKV in den Schlesischen Sejm gewählt. Als Tarnowitzer Bürgermeister musste er jedoch im November 1922 sein Mandat niederlegen (Inkompatibilitätsgesetz). Sein Nachfolger wurde Franz Schoppa. Er wurde stattdessen von der DP und von der DKV als einziger deutscher Vertreter 1922 in den Schlesischen Wojewodschaftsrat gewählt, in dem er bis 1934 saß.
Seit der Gründung war er Mitglied des Deutschen Volksbundes. 1934 wurde er 2. Vizepräsident und 1934 bis 1938 Bezirksvorsitzender in Tarnowitz. Am 16. Dezember 1934 nahm er an der Generalversammlung des Vereins deutscher Katholiken (VdK) teil und wurde in den VdK-Vorstand gewählt.
1938 zog er nach Berlin um und wurde dort Magistratsrat im Verwaltungsbezirk Mitte. Am 19. September 1938 wurde er deutscher Staatsbürger. Ab 20. September 1938 stellte er wiederholte Aufnahmeanträge zur Mitgliedschaft in der NSDAP. Er beantragte am 3. November 1941 erneut die Aufnahme in die NSDAP und wurde zum 1. Januar 1942 aufgenommen (Mitgliedsnummer 8.980.084). Nach dem deutschen Einmarsch in Polen wurde er September 1939 vom Chef der Zivilverwaltung nach Königshütte geschickt und dem dortigen neuen deutschen Oberbürgermeister Schroeder unterstellt. Nach dieser Tätigkeit kehrte er nach Berlin zurück, wo er den Rest seines Lebens verbrachte.